# Sperbergrasmücke
Die Sperbergrasmücke (Curruca nisoria; Syn. Sylvia nisoria) ist ein Singvogel aus der Familie der Grasmückenartigen (Sylviidae). Die Sperbergrasmücke ist neben der Orpheusgrasmücke die größte mitteleuropäische Art ihrer Gattung. Im Osten Mitteleuropas ist sie ein verbreiteter, regional häufiger Brut- und Sommervogel. Im Westen Mitteleuropas kommt sie nur lokal und zum Teil unregelmäßig als Brutvogel vor.

## Beschreibung
Die Sperbergrasmücke ist 15,5 bis 17 Zentimeter lang und hat eine Flügelspannweite von 26 bis 29 Zentimeter.
Das Gewicht beträgt 28 bis 32 Gramm. Die Oberseite ist graubraun und die Brust gesperbert, d. h. dunkelgrau mit helleren, dünnen Querstreifen. Der Schnabel ist verhältnismäßig spitz und an der Unterseite weißgrau. Die gelbe Iris und die Form des Schwanzes erinnern an einen (weiblichen) Sperber. Die Beine sind hellbraun. Männchen und Weibchen haben fast die gleiche Färbung.
Die Geschlechter lassen sich im Aussehen an der Farbe der Iris, die im Adultkleid bei Männchen leuchtend gelb, bei Weibchen braungelb ist, und der Farbe von Kopf und Rücken, die bei Männchen dunkel grau und bei Weibchen graubraun sind, unterscheiden.
Die Jungvögel sind auf der Oberseite graubraun und auf der Unterseite beigegrau. Sie sind nur auf dem unteren Bauch und am Bürzel gesperbert. Das Deckgefieder der Flügel hat helle Endsäume.
Die Sperbergrasmücke, speziell das Männchen mit Brutrevier, ist gut erkennbar am Singflug von mittelhohen Bäumen, wobei die Flügel ähnlich wie bei der Ringeltauben klatschend zusammengeschlagen werden.

## Verbreitung

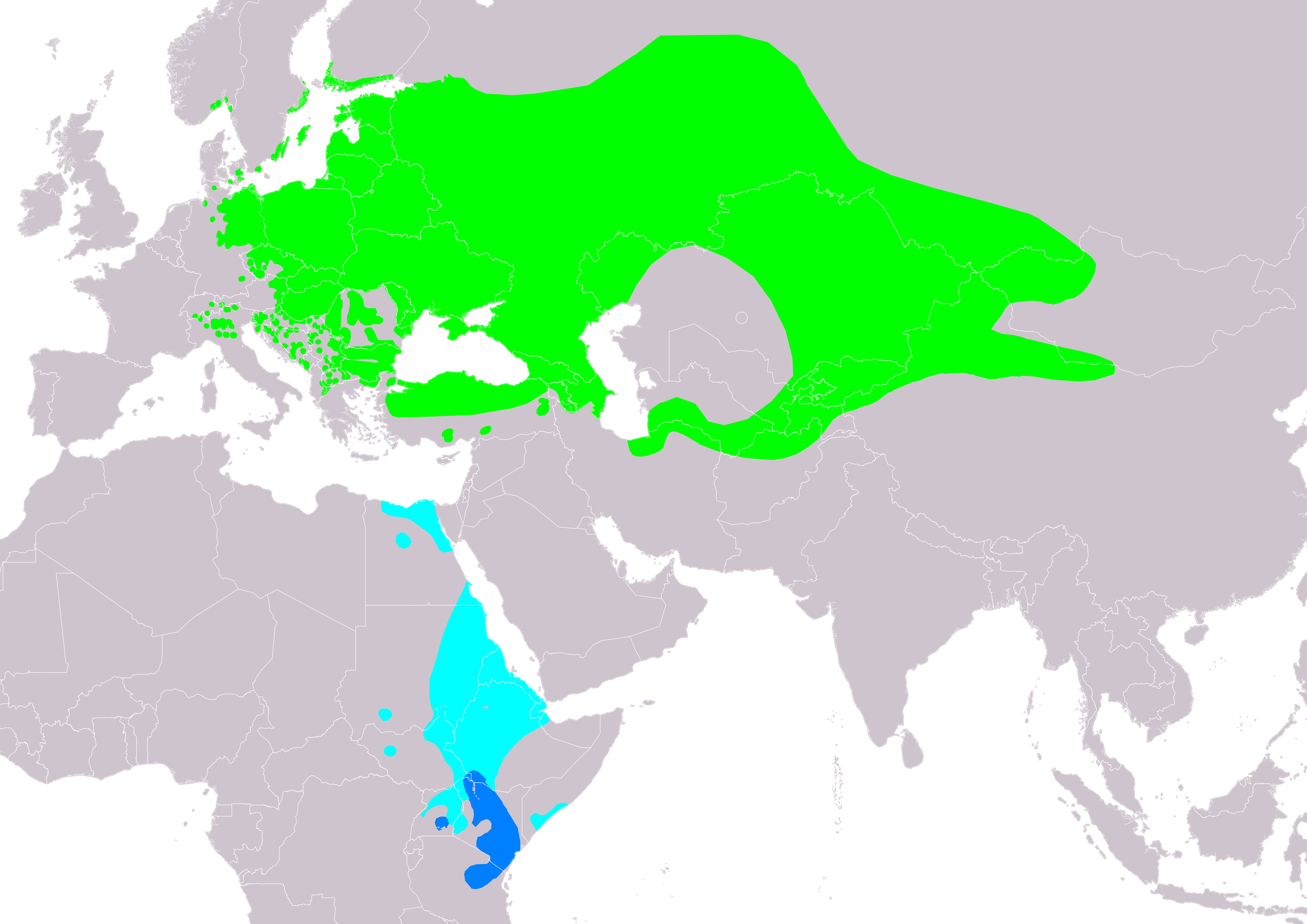
Verbreitung der Sperbergrasmücke:
Brutgebiete
Migration
Überwinterungsgebiete

Die Sperbergrasmücke ist ein Brutvogel der Zentralpaläarktis. Ihr Brutareal reicht vom Osten Skandinaviens, dem Osten Mitteleuropas und dem Nordosten Italiens bis zum Ural und in südlicher Richtung bis zum mongolischen Altai. Die nördliche Verbreitungsgrenze liegt im europäischen Teil Russlands etwa beim 60. nördlichen Breitengrad, im Südwesten Finnlands etwa beim 61° N.
In Mitteleuropa liegt ihr Verbreitungsschwerpunkt in den östlichen Tiefebenen mit einzelnen Ausläufern nach Westen. Diese werden allerdings nicht dauerhaft besiedelt. Isolierte kleine Brutvorkommen gibt es in der Schweiz, allerdings wurde der Brutbestand dort zu Beginn des 21. Jahrhunderts auf nicht mehr als 10 Brutpaare geschätzt.
Die Sperbergrasmücke ist ein Langstreckenzieher. Von Mai bis September hält sie sich zum Brüten in Mitteleuropa auf, das Winterquartier ist im tropischen Afrika. Sie ist ein Zugvogel der Ostroute, d. h. das Mittelmeer wird, wenn überhaupt, nur am Bosporus überflogen. Hauptsächliches Durchzugsgebiet ist der Nahe Osten.

## Lebensraum
Die Sperbergrasmücke lebt in hohem Gebüsch, mit z. B. Schlehe, Weißdorn oder Hundsrose, einzelnen Bäumen in offenem Gelände, ebenso wie auf Lichtungen mit zahlreichem Gebüsch in offenem Wald. Der Lebensraum wird oft mit dem Neuntöter geteilt.

## Stimme
Der sehr typische Ruf ist laut knatternd „trrrrr’t’t’-t“ und erinnert an zeternde Haussperlinge. Meistens folgt er auf Strophen des Gesangs. Der Warnruf ist heiser und gedämpft „tschähr“.
Der Gesang ist dem der Gartengrasmücke ähnlich, aber immer härter, rauer und etwas höher. Er enthält mehr eingeflochtene Pfeiflaute.

## Nahrung
Die Sperbergrasmücke ernährt sich von Spinnen, Weichtieren, Beeren, Insekten und deren Larven.

## Fortpflanzung

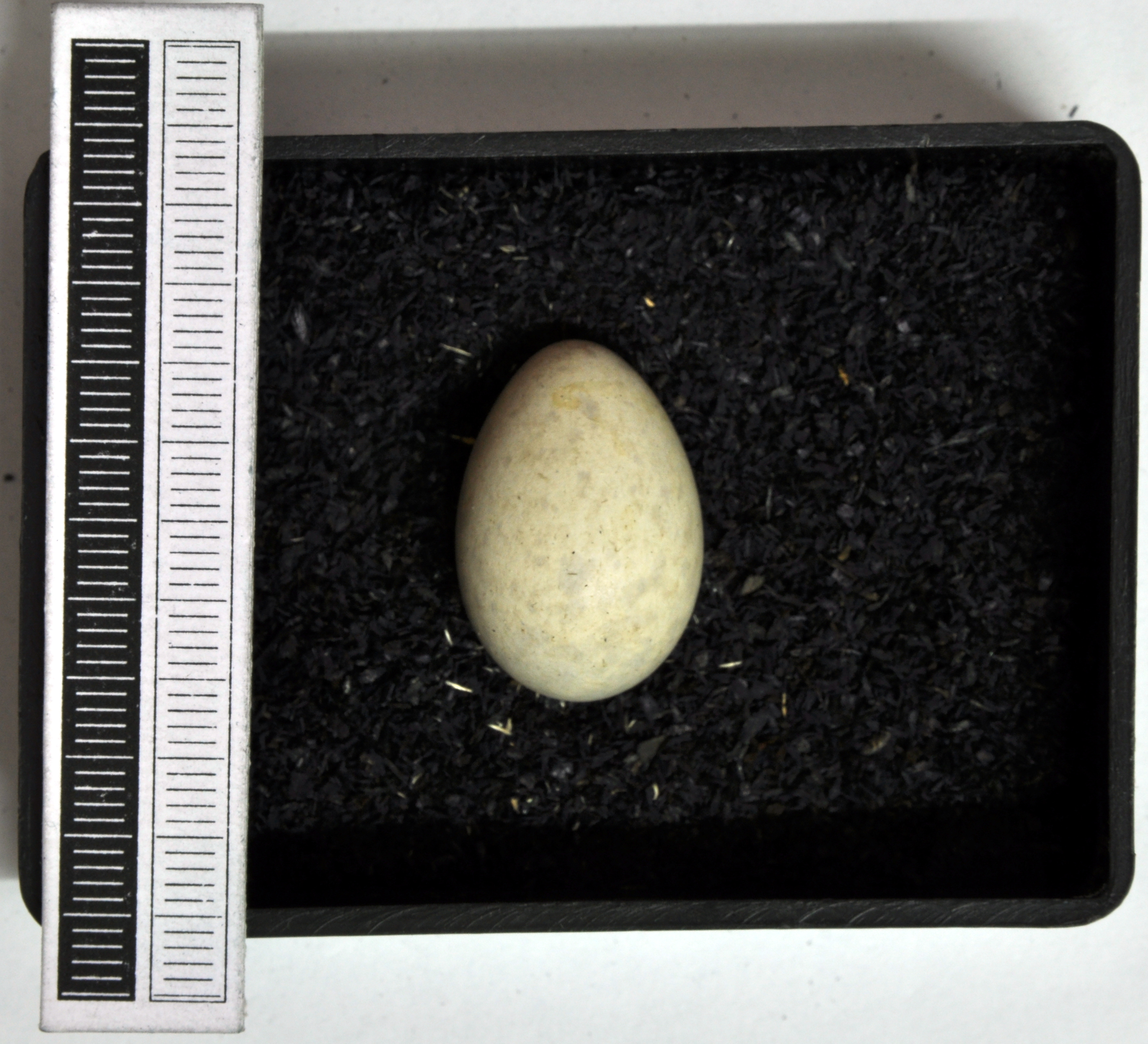
Ei der Sperbergrasmücke im Museum Wiesbaden

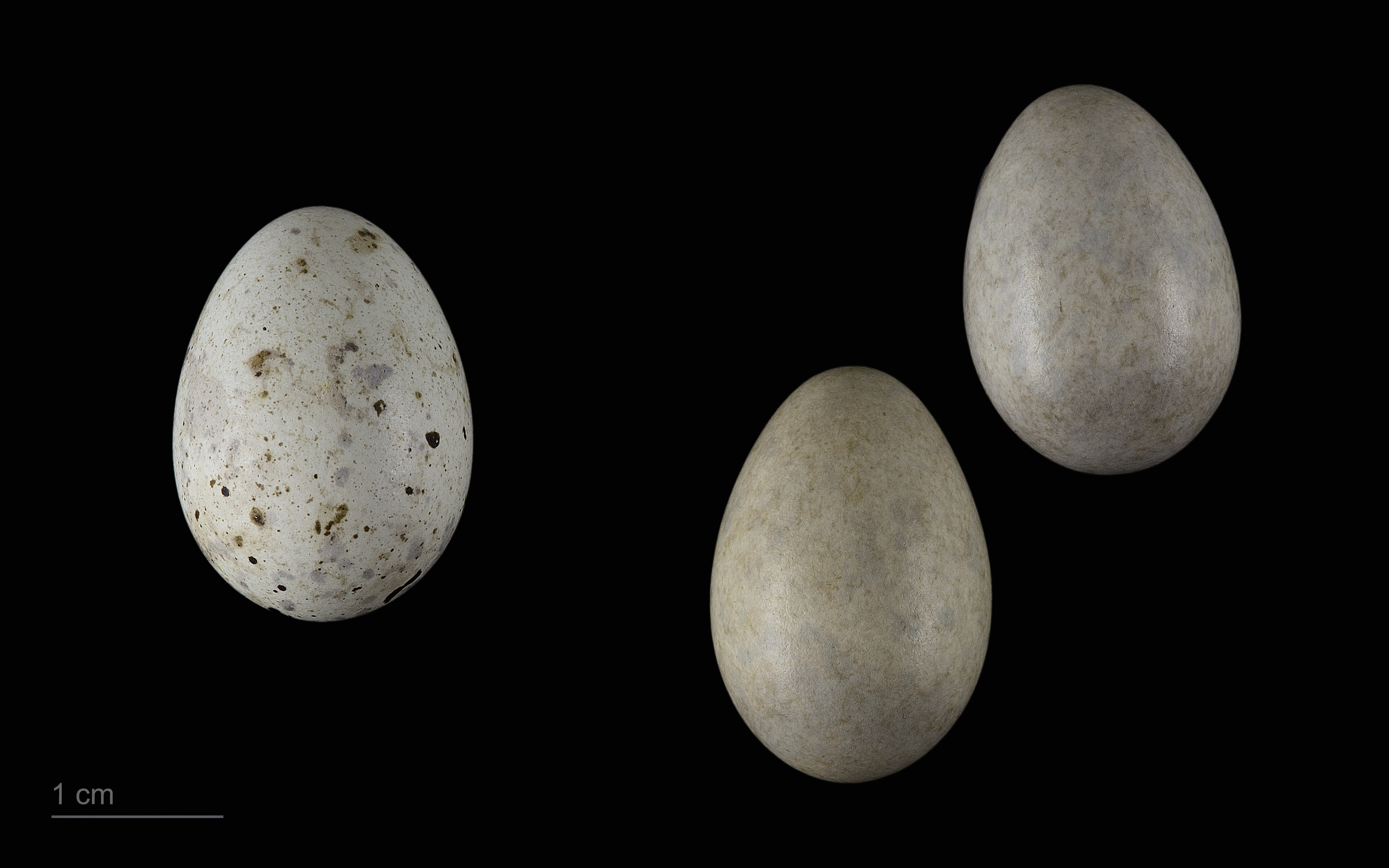
Links: Cuculus canorus canorus rechts: Curruca nisoria, Sammlung Museum von Toulouse

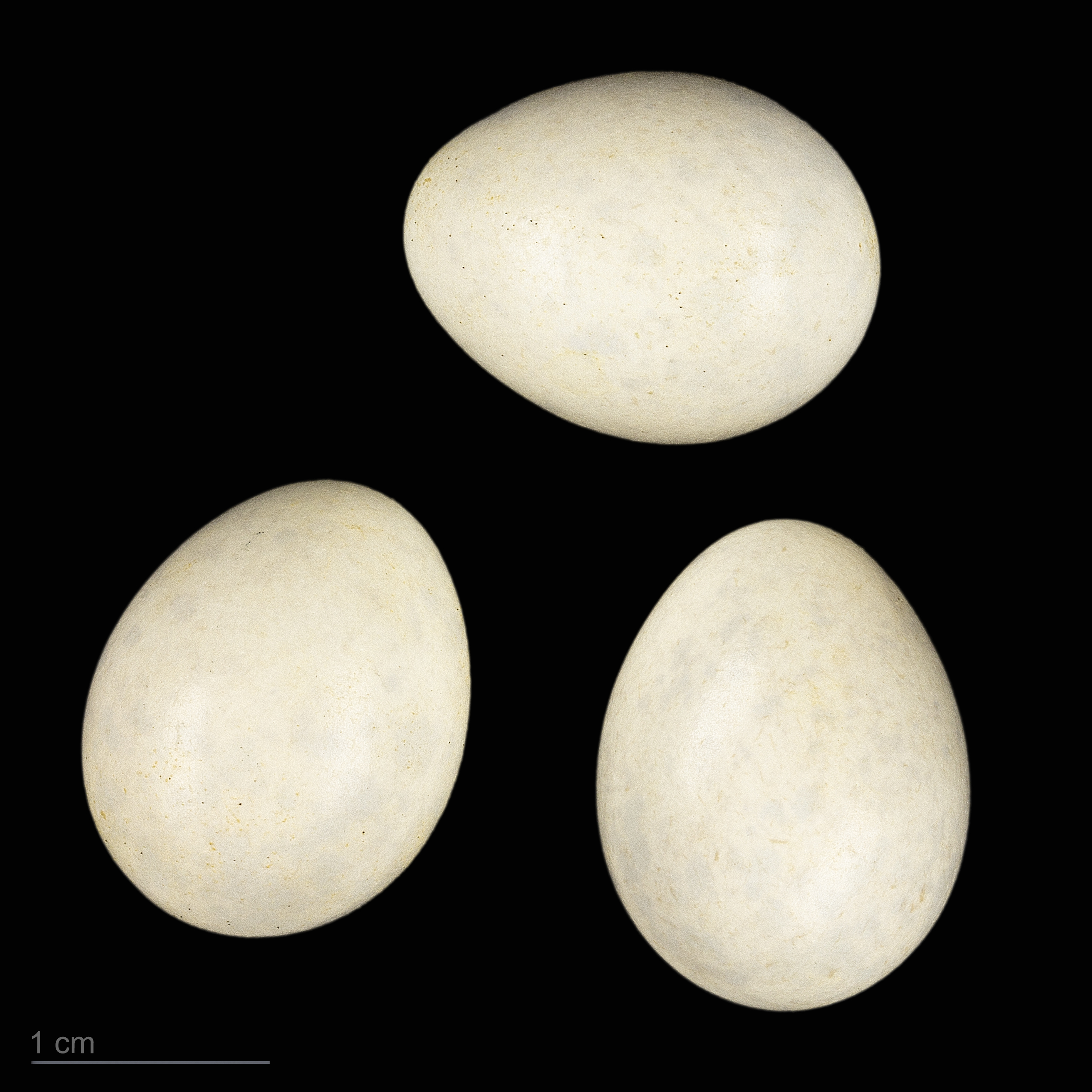
Curruca nisoria nisoria, Sammlung Museum von Toulouse

Im Alter von einem Jahr sind Sperbergrasmücken geschlechtsreif. Das aus Gräsern, Wurzeln, Haaren und Halmen erbaute Nest ist meistens kurz über dem Boden gut in Dornbüschen versteckt. Das Weibchen legt 4 bis 5 Eier. Die Eier werden in der Hauptbrutzeit Mai bis Juli 12 bis 14 Tage bebrütet. Die Jungvögel schlüpfen nackt und bleiben 11 bis 12 Tage im Nest.

## Gefährdung und Schutz
In der Roten Liste der Brutvögel Deutschlands von 2020 wird die Art in der Kategorie 1 als „vom Aussterben bedroht“ geführt. Gegenüber der vorherigen Fassung der Roten Liste aus dem Jahr 2015 hat sich damit die bisherige Einstufung „gefährdet“ um zwei Stufen verschlechtert.
Die Sperbergrasmücke ist auch in diversen Roten Listen der deutschen Bundesländer geführt, z. B. RL2 (stark gefährdet) in Niedersachsen, Thüringen und Schleswig-Holstein. Zudem ist die Art in der Vogelschutzrichtlinie als „streng geschützte Art“ eingetragen.

## Belege

### Einzelbelege
1. ↑  Lars Svensson (Text, Karten), Killian Mullarney, Dan Zetterström (Illustrationen und Bildlegenden): Der Kosmos Vogelführer: alle Arten Europas, Nordafrikas und Vorderasiens. 2. Auflage. Kosmos, Stuttgart 2011, ISBN 978-3-440-12384-3, S. 302 f. (schwedisch: Fågelguiden. Übersetzt von Peter H. Barthel).
2. ↑  H.-G. Bauer u. a. (Hrsg.): Das Kompendium der Vögel Mitteleuropas. Band 2, 2005, S. 263.
3. ↑  Torsten Ryslavy, Hans-Günther Bauer, Bettina Gerlach, Ommo Hüppop, Jasmina Stahmer, Peter Südbeck & Christoph Sudfeldt: Rote Liste der Brutvögel Deutschlands, 6 Fassung. In: Deutscher Rat für Vogelschutz (Hrsg.): Berichte zum Vogelschutz. Band 57, 30. September 2020.